# Liste des ambassadeurs de France aux Bahamas
La représentation diplomatique de la République française auprès du Commonwealth des Bahamas est située à l'ambassade de France à Panama, capitale du Panama, et son ambassadrice est, depuis 2023, Aude de Amorim.

## Représentation diplomatique de la France
La France entretenait depuis le XIXe siècle avec les Bahamas une agence consulaire à Nassau (Nouvelle-Providence), chapeautée directement par le consulat de France à Londres. Dès l'indépendance du pays en 1973, la France a nommé son ambassadeur de France en Jamaïque comme ambassadeur aux Bahamas, en résidence à Kingston. Par deux fois, c'est l'ambassadeur à Saint-Domingue qui a été nommé (de 1997 à 2002). Dans le cadre de la réorganisation du réseau diplomatique et consulaire, la compétence pour le Commonwealth des Bahamas a été transférée en 2014 de l'ambassade de France en Jamaïque vers l'ambassade de France au Panama.

## Ambassadeurs de France aux Bahamas
| De   | À    | Ambassadeur                | Résidence      |
| ---- | ---- | -------------------------- | -------------- |
| 1974 | 1979 | Victor Garès               | Kingston       |
| 1979 | 1982 | André Mistral              | Kingston       |
| 1982 | 1986 | Jacques Massenet           | Kingston       |
| 1986 | 1991 | Michel Reuillard           | Kingston       |
| 1991 | 1994 | Patrick Amiot              | Kingston       |
| 1994 | 1997 | Georges Vinson             | Kingston       |
| 1997 | 1998 | Henri Vidal                | Saint-Domingue |
| 1998 | 2002 | François-Xavier Deniau     | Saint-Domingue |
| 2002 | 2005 | Pierre-Antoine Berniard    | Kingston       |
| 2005 | 2008 | Francis Hurtut             | Kingston       |
| 2008 | 2013 | Marc-Olivier Gendry        | Kingston       |
| 2013 | 2014 | Ginette de Matha (d)       | Kingston       |
| 2014 | 2017 | Philippe Casenave          | Panama         |
| 2018 | 2021 | Brice Roquefeuil (d)       | Panama         |
| 2021 | 2023 | Arnaud de Sury d'Aspremont | Panama         |
| 2023 | auj. | Aude de Amorim             | Panama         |

## Consulats
Il existe un consul honoraire à Nassau, capitale des Bahamas, chargé de faire la liaison avec le Consulat général de France à Miami, les Bahamas étant dans sa circonscription consulaire.